# Ивица Дачић
Ивица Дачић (Призрен, 1. јануар 1966) српски је политичар. Тренутно обавља функцију потпредседника Владе Србије и министра унутрашњих послова Србије. Обављао је функције председника Народне скупштине Републике Србије, премијера Србије, министара спољних послова и првог потпредседника Владе Републике Србије задуженог за безбедност и спољну политику. Председник је Социјалистичке партије Србије од 2006. године.

## Биографија
Основну школу је завршио у Житорађи, а гимназију у Нишу. Завршио je новинарство на Факултет политичких наука у Београду. Има рођену сестру, Емицу, која је по професији глумица, а најпознатија улога јој је секретарице Зорица у Породичном благу.
Био је први председник младих социјалиста Београда 1990. године и портпарол Социјалистичке партије Србије од 1992. до 2000. године. Био је председник Градског одбора Социјалистичке партије Србије Београда и потпредседник Социјалистичке партије Србије од 2000. до 2003. године.
Савезни посланик у Већу грађана Савезне скупштине Савезне Републике Југославије и Скупштине Државне заједнице Србије и Црне Горе од 1992. до 2004. године.
Био је један од три министра колегијума за информисање у прелазној влади Миломира Минића од октобра 2000. године до јануара 2001. године, заједно са Богољубом Пејчићем из СПО и Бисерком Матић-Спасојевића из ДОС-а.
Децембра 2006. године изабран је за председника Социјалистичке партије Србије.
Након изгласавања Владе Мирка Цветковића у Народној скупштини Републике Србије 7. јула 2008, ступио је на дужност заменика председника Владе и министра унутрашњих послова.
Према наводима „Мреже за истраживање криминала и корупције”, министар Ивица Дачић се више пута састајао са нарко-босом Радуловићем у периоду од новембра 2008. до априла 2009. године и то чак девет пута.
После Парламентарних избора 2012., председник Србије Томислав Николић, поверио је 28. јуна Дачићу мандат за састав Владе Републике Србије.
За председника владе је изабран 27. јула 2012. Дачићев премијерски мандат трајао је до пролећа 2014. године када је за новог премијера Србије изабран Александар Вучић. Дачић је остао у Влади у којој је именован на позицију првог потпредседника Владе и министра спољних послова. Он је био предмет критика пошто као министара иностраних послова и шеф дипломатије не говори енглески или француски језик, два језика која се сматрају основним за дипломатију.
У 2015. години Дачић се налази и на функцији Председавајућег ОЕБС-у. Међу његовим кључним сарадницима и саветницима налазе се Ивица Тончев и Петар Шкундрић. Обојица су на високим позицијама у спорту као функционери Црвене звезде. За разлику од њих, Дачић је обављао дужности спортског функционера у ривалском КК Партизан и био председник фудбалског клуба Палилулца из Београда у периоду од 1993. до 1996. године.
На парламентарним и београдским изборима 2023, СПС је остварио лош изборни резултат и значајно смањење броја укупних гласова бирача. Дачић је тада понудио своју оставку страначком руководству, које је то одбило.

## Ставови
Дачић је у фебруару 2014. године на Мегатренд универзитету у Београду, гостујући на обележавању 166 годишњице од постојања Манифеста комунистичке партије, поред бројних лепих речи о Ернесту Че Гевари и другим комунистичким револуционарима, између осталог рекао је:
Комунизам је најхуманија идеологија која постоји у свету и сматрам да је социјализам једини исправан и прави пут за човечанство— Ивица Дачић
Са друге стране, Дачић себе назива и националистом, како је често окарактерисана његова реторика у јавним наступима и реторика СПС-а. Према истраживањима ЦеСИД-а из 2008. и 2014. године, присталице СПС-а се везују управо за такву реторику и у највећој мери заступају традиционалистичке (приврженост народним обичајима, традицији и ставовима верске заједнице) и евроскептичне ставове.

## Признања
- „Златни знак Полиције Републике Српске“ му је додељен 28. априла 2012. у Бањој Луци за свеукупну сарадњу Полиције Србије и Полиције Републике Српске[24][25][26][27];
- Орден Републике Српске на ленти.[28]